# جشنواره فیلم کن ۲۰۱۷

لوگو هفتادمین دوره جشنواره فیلم کن

هفتادمین جشنواره فیلم کن ۱۷ تا ۲۸ می ۲۰۱۷ در کن فرانسه برگزار شد.
پدرو آلمودوار کارگردان و فیلمنامه‌نویس اسپانیایی رئیس داوران بخش مسابقه اصلی هفتادمین دوره جشنواره فیلم کن بود.
جشنواره با فیلم ارواح اسماعیل ساخته ارنو دپلشن افتتاح و با فیلم مربع ساخته روبن اوستلوند به پایان رسید. این فیلم همچنین توانست جایزه نخل طلا هفتادمین دوره جشنواره کن را به دست آورد.
افزوده شدن پروژه واقعیت مجازی با فیلمی از الخاندرو گونسالس اینیاریتو، نمایش ویژه دو پروژه تلویزیونی شامل بازسازی سریال تویین پیکس ِ دیوید لینچ و همچنین فصل دوم سریال «بالای دریاچه» ساخته جین کمپیون از اتفاقات جدید این دوره از جشنواره بود.
آخرین ساخته عباس کیارستمی با نام ۲۴ فریم نیز در بخش رویدادهای جشنواره به نمایش درآمد.
همچنین فیلم لرد به کارگردانی محمد رسول‌اف توانست جایزه بهترین فیلم در بخش نوعی نگاه را از آن خود کند.

## بخش اصلی
در نشست خبری هفتادمین جشنواره فیلم کن «پیر لسکیور»، رئیس جشنواره کن در کنار «تیری فرمائو»، دبیر باسابقه این رویداد سینمایی در مقابل خبرنگاران فهرست فیلم‌های امسال کن را اعلام کردند.

### رقابت اصلی
| نام                       | نام اصلی                     | کارگردان         | کشور                |
| ------------------------- | ---------------------------- | ---------------- | ------------------- |
| پایان خوش                 | Happy End                    | میشائیل هانکه    | اتریش               |
| ۱۲۰ تپش در دقیقه          | 120 battements par minute    | ربان کامپیلو     | فرانسه              |
| فریب‌خورده                 | The Beguiled                 | سوفیا کاپولا     | ایالات متحده آمریکا |
| روز بعد                   | 그 후 Geu-hu                 | هونگ سانگ سو     | کره جنوبی           |
| در محوشدگی                | Aus dem Nichts               | فاتح آکین        | آلمان               |
| یک موجود آرام             | A Gentle Creature            | سرگئی لوزنیتسا   | اوکراین             |
| اوقات خوش                 | Good Time                    | برادران سفدی     | ایالات متحده آمریکا |
| قمرمشتری                  | Felesleges ember             | کورنل موندروتسو  | مجارستان            |
| کشتن گوزن مقدس            | The Killing of a Sacred Deer | یورگوس لانتیموس  | یونان               |
| عاشق دوگانه               | L’amant double               | فرانسوآ ازون     | فرانسه              |
| موحش                      | Le redoubtable               | میشل آزاناویسوس  | فرانسه              |
| بی‌عشق                     | Нелюбовь                     | آندری زویاگینتسف | روسیه               |
| داستان‌های مایروویتز       | The Meyerowitz Stories       | نوآ بامباک       | ایالات متحده آمریکا |
| اوکجا                     | 옥자 Okja                    | بونگ جون هو      | کره جنوبی           |
| درخشندگی                  | 光 Hikari                    | نایومی کاواسه    | ژاپن                |
| رودن                      | Rodin                        | ژاک دوایون       | فرانسه              |
| شگفت‌زده                   | Wonderstruck                 | تاد هینز         | ایالات متحده آمریکا |
| تو هرگز واقعاً اینجا نبودی | You Were Never Really Here   | لین رمزی         | بریتانیا            |
| مربع                      | The Square                   | روبن اوستلوند    | سوئد                |

### نوعی نگاه
| نام                       | نام اصلی            | کارگردان                   | کشور                                |
| ------------------------- | ------------------- | -------------------------- | ----------------------------------- |
| باربارا                   | Barbara             | متیو آمالریک               | فرانسه                              |
| بعد از جنگ                | After the War       | آناریتا زامبرانو           | فرانسه                              |
| دختر آوریل                | April’s Daughter    | میشل فرانکو                | مکزیک                               |
| زیبا و سگ‌ها               | Beauty and the Dogs | کائوتر بن هانیا            | تونس                                |
| پیش از این که ناپدید شویم | Before We Vanish    | کیوشی کوروساوا             | ژاپن                                |
| نزدیکی                    | Closeness           | کانته‌میر بالاگوف           | روسیه                               |
| عروس بیابان               | The Desert Bride    | سیسیلیا آتان والریا پیواتو | آرژانتین شیلی                       |
| مسیرها                    | Directions          | استفان کوماندارف           | آلمان بلغارستان                     |
| لرد                       | Dregs               | محمد رسول‌اف                | ایران                               |
| زن جوان                   | Jeune Femme         | لئونور سرای                | فرانسه                              |
| کارگاه                    | L’Atelier           | لوران کانته                | فرانسه                              |
| خوش‌شانس                   | Lucky               | سرجو کاستلیتو              | ایتالیا                             |
| طبیعت زمان                | The Nature of Time  | کریم موساوی                | فرانسه                              |
| بیرون                     | Out                 | گئورگی کریستوف             | اسلوونی ایالات متحده آمریکا         |
| غربی                      | Western             | والسکا گریزباخ             | آلمان بلغارستان اتریش               |
| رودخانه باد               | Wind River          | تیلور شریدان               | بریتانیا کانادا ایالات متحده آمریکا |
| عبور از آینده             | 路過未來            | لی روجن                    | چین                                 |

### خارج از مسابقه
| نام                                 | نام اصلی                        | کارگردان         | کشور                         |
| ----------------------------------- | ------------------------------- | ---------------- | ---------------------------- |
| ارواح اسماعیل (فیلم افتتاحیه)       | Ismael’s Ghosts                 | ارنو دپلشن       | فرانسه                       |
| تیغه جاودانه                        | Blade of the Immortal           | تاکاشی میکه      | بریتانیا ژاپن                |
| چطور با دخترها در مهمانی‌ها گپ بزنیم | How to Talk to Girls at Parties | جان کامرون میچل  | بریتانیا ایالات متحده آمریکا |
| چهره‌ها، روستاها                     | Visages, Villages               | آنیس واردا جی آر | فرانسه                       |
| براساس یک داستان واقعی              | D'après une histoire vraie      | رومن پولانسکی    | فرانسه بلژیک                 |

### نمایش‌های ویژه
| نام                | نام اصلی               | کارگردان                  | کشور                    |
| ------------------ | ---------------------- | ------------------------- | ----------------------- |
| ۱۲ روز             | 12 Jours               | ریمون دوپاردون            | فرانسه                  |
| یک عاقبت ناخوشایند | An Inconvenient Sequel | بونی کوهن جان شنک         | ایالات متحده آمریکا     |
| دوربین کلر         | Clair’s Camera         | هونگ سانگ سو              | فرانسه کره جنوبی        |
| شیاطین در بهشت     | Demons in Paradise     | جود راتمن                 | فرانسه                  |
| ناپالم             | Napalm                 | کلود لانزمان              | فرانسه                  |
| سرزمین موعود       | Promised Land          | یوجین یارکی               | ایالات متحده آمریکا     |
| غم دریا            | Sea Sorrow             | ونسا ردگریو               | بریتانیا                |
| آنها               | They                   | آناهیتا قزوینی‌زاده        | ایالات متحده آمریکا قطر |
| w محترم            | Le Vénérable W         | باربت شرودر               | فرانسه                  |
| طرح ۳۵             | Carré ۳۵               | اریک کاراواکا             | فرانسه                  |
| سال‌های طلایی       | Nos années folles      | آندره تشینه               | فرانسه                  |
| زامبلنیوم          | Zombillénium           | آرتور دو پن الکسیس داکورد | فرانسه                  |

### نمایش‌های نیمه‌شب
| نام                  | نام اصلی           | کارگردان         | کشور            |
| -------------------- | ------------------ | ---------------- | --------------- |
| نیایش قبل از سپیده‌دم | Prayer Before Dawn | ژان استفان سوآور | فرانسه بریتانیا |
| شرارت                | The Merciless      | بیون سونگ هیون   | کره جنوبی       |
| خبیث                 | The Villainess     | جونگ بیونگ گیل   | کره جنوبی       |

### رویدادهای هفتادمین سالگرد جشنواره
| نام          | نام اصلی                               | کارگردان       | کشور                         |
| ------------ | -------------------------------------- | -------------- | ---------------------------- |
| ۲۴ فریم      | 24 Frames                              | عباس کیارستمی  | ایران                        |
| بیا شنا کنیم | Come Swim                              | کریستن استوارت | ایالات متحده آمریکا          |
| بالای دریاچه | Top of the Lake: China Girl (episodes) | جین کمپیون     | بریتانیا ایالات متحده آمریکا |
| تویین پیکس   | Twin Peaks (2 episodes)                | دیوید لینچ     | ایالات متحده آمریکا          |

### واقعیت مجازی
| نام       | نام اصلی      | کارگردان                   | کشور                |
| --------- | ------------- | -------------------------- | ------------------- |
| گوشت و شن | Carne y arena | الخاندرو گونسالس اینیاریتو | ایالات متحده آمریکا |

### فیلم کوتاه
| نام                 | نام اصلی       | کارگردان              | کشور                   |
| ------------------- | -------------- | --------------------- | ---------------------- |
| سقف                 | Ceiling        | Teppo Airaksinen      | فنلاند                 |
| پدربزرگ شیر دریایی  | Grandpa Walrus | Lucrèce Andreae       | فرانسه                 |
| مرد در حال غرق شدنه | A Drowning Man | Mahdi Fleifel         | یونان بریتانیا دانمارک |
| وقت ناهار           | Lunch Time     | علیرضا قاسمی          | ایران                  |
| از میان سرزمینم     | Across My Land | Fiona Godivier        | ایالات متحده آمریکا    |
| وقت رفتن            | Time to Go     | Grzegorz Mołda        | لهستان                 |
| هلش بده             | Push it        | Julia Thelin          | سوئد                   |
| یک شب آرام          | A Gentle Night | کیو یانگ              | چین                    |
| دامیانا             | DAMIANIA       | Andrés Ramírez Pulido | کلمبیا                 |

### سینه فونداسیون
| نام                               | نام اصلی                               | کارگردان              | کشور                |
| --------------------------------- | -------------------------------------- | --------------------- | ------------------- |
| حیوان                             | Animal                                 | بهمن و بهرام ارک      | ایران               |
| ارثیه                             | Heritage                               | Yuval Aharoni         | اسرائیل             |
| آتلانتیس                          | Atlantis                               | Michal Blaško         | اسلوونی             |
| لیلا                              | Lejla                                  | Stijn Bouma           | بوسنی و هرزگوین     |
| خالی در خارج                      | Empty on the Outside                   | Eduardo Brandão Pinto | برزیل               |
| ذوب شدن                           | Tokeru                                 | Aya Igashi            | ژاپن                |
| ابرهای بعد از ظهر                 | Afternoon Clouds                       | Payal Kapadia         | هند                 |
| 'از دست دادن نفس                  | Out of Breath                          | Léa Krawczyk          | فرانسه              |
| روح را تسلیم کن                   | Give Up The Ghost                      | Marian Mathias        | ایالات متحده آمریکا |
| پل اینجاست                        | Paul Is Here                           | Valentina Maurel      | بلژیک               |
| استتار                            | Camouflage                             | Imge Özbilge          | بلژیک               |
| مانیفست کوچک در برابر سینمای رسمی | Little Manifesto Against Solemn Cinema | Roberto Porta         | آرژانتین            |
| اسب‌های وحشی                       | Wild Horses                            | Rory Stewart          | بریتانیا            |
| نامرئی                            | Invisibly                              | Áron Szentpéteri      | مجارستان            |
| دو گمشده مرده‌اند                  | Deux Égarés sont morts                 | Tommaso Usberti       | فرانسه              |
| به سوی خورشید                     | Towards the Sun                        | Wang Yi-ling          | تایوان              |

## بخش موازی

### دو هفته کارگردانان
ادوارد وینتروپ، رئیس بخش مستقل «دو هفته کارگردانان» جشنواره فیلم کن در یک نشست خبری در شهر پاریس اسامی فیلم‌های حاضر در این بخش از جشنواره را اعلام کرد.
بر این اساس فیلم بگذار آفتاب به داخل بتابد به کارگردانی کلر دنی به عنوان فیلم افتتاحیه و فیلم $ پتی کیک از جرمی جاسپر نیز به عنوان فیلم اختتامیه انتخاب شد.
| نام                        | نام اصلی                                         | کارگردان                    | کشور                |
| -------------------------- | ------------------------------------------------ | --------------------------- | ------------------- |
| تامبرا                     | Ciambra                                          | جوناس کارپینانو             | ایتالیا             |
| زنده در فرانسه             | Alive in France                                  | ایبل فرارا                  | فرانسه              |
| بوشوک                      | Bushwick                                         | کری مورنیون و جاناتان میلوت | ایالات متحده آمریکا |
| قلب پوری                   | Cuori Puri                                       | روبرتو دپائولیس             | ایتالیا             |
| پروژه فلوریدا              | The Florida Project                              | شان اس. بیکر                | ایالات متحده آمریکا |
| سرمازده                    | Frost                                            | شاروناس بارتاس              | لیتوانی             |
| من جادوگر نیستم            | I Am Not a Witch                                 | رونگانو نیونی               | بریتانیا            |
| ژنت: کودکی ژاندارک         | Jeannette, l'enfance de Jeanne d'Arc             | برونو دومو                  | فرانسه              |
| مزاحم                      | L'Intrusa                                        | لئوناردو دی کاستانزو        | ایتالیا             |
| دفاع اژدها                 | La Defensa del Dragón                            | ناتالی سانتا                | کلمبیا              |
| مارلینای قاتل در چهار پرده | Marlina Si Pembunuh Dalam Empat Babak            | مولی سوریا                  | اندونزی             |
| خانه‌های متحرک              | Mobile Homes                                     | ولادمیر دفونتنی             | کانادا              |
| ناتینگوود                  | Nothingwood                                      | سونیا کرونلاند              | فرانسه              |
| فقط محض اطمینان            | Ôtez-moi d’un Doute                              | کارین تاردو                 | فرانسه              |
| $ پتی کیک                  | Patti Cake$                                      | جرمی جاسپر                  | ایالات متحده آمریکا |
| سوارکار                    | The Rider                                        | کلوئی ژائو                  | ایالات متحده آمریکا |
| بگذار آفتاب به داخل بتابد  | Des lunettes noires                              | کلر دنی                     | فرانسه              |
| عاشق برای یک روز           | L'Amant d'un jour                                | فیلیپ گارل                  | فرانسه              |
| غرب رود اردن               | West of the Jordan River (Field Diary Revisited) | عاموس گیتای                 | اسرائیل             |

### هفته منتقدان بین‌المللی
اسامی فیلم‌های منتخب هفته منتقدان بین‌المللی جشنواره کن ۲۱ آوریل ۲۰۱۷بر روی وب سایت رسمی جشنواره قرار گرفت. بر این اساس فیلم داستان ارواح سیسیلی به کارگردانی فابیو گراتسادونیا و آنتونیو پیزا به عنوان فیلم افتتاحیه و فیلم خرس بریگزبی ساخته دیو مک کری به عنوان اختتامیه این بخش ، انتخاب شدند. برای اولین بار در تاریخ برگزاری جشنواره، فیلم‌های انیمیشن و مستند هم توانسته‌اند در این بخش حضور داشته باشند.

#### بخش رقابتی
| نام              | نام اصلی             | کارگردان               | کشور    |
| ---------------- | -------------------- | ---------------------- | ------- |
| تابو تهران       | Tehran Taboo         | علی سوزنده             | آلمان   |
| آوا              | Ava                  | لیا مایسیوس            | فرانسه  |
| خانواده          | La familia           | گوستاوو راندون کوردووا | ونزوئلا |
| گابریل و کوهستان | Gabriel e a montanha | فلیپه گامارانو باربوسا | برزیل   |
| ماکالا           | Makala               | امانوئل گرس            | فرانسه  |
| آه لوسی          | Oh Lucy!             | آتسوکو هیرایاناگی      | ژاپن    |
| سگ               | Los perros           | مارسلا سعید            | شیلی    |

#### بخش ویژه
| نام                      | نام اصلی                 | کارگردان                         | کشور                |
| ------------------------ | ------------------------ | -------------------------------- | ------------------- |
| داستان ارواح سیسیلی      | Sicilian Ghost Story     | فابیو گراتسادونیا و آنتونیو پیزا | ایتالیا             |
| شیر خونین                | Petit Paysan             | هوبرت شاروئل                     | فرانسه              |
| زندگی خشن                | Une vie violente         | تیری دو پرتی                     | فرانسه              |
| دعوا با چاقو پس از مدرسه | After School Knife Fight | کارولین پوگی و جاناتان وینل      | فرانسه              |
| حیوان دست آموز بد        | Coelho Mau               | کارلوس کنسیسو                    | پرتغال              |
| جزیره‌ها                  | Les Îles                 | یان گونزالس                      | فرانسه              |
| خرس بریگزبی              | Brigsby Bear             | دیو مک کری                       | ایالات متحده آمریکا |

### بخش کلاسیک
به مناسبت هفتادمین سالگرد برگزاری جشنواره فیلم کن، بخش کلاسیک این رویداد سینمایی به مروری کوتاه بر تاریخچه این رویداد سینمایی پرداخت و نسخه ترمیم شده ۱۶ فیلم تاریخ‌ساز جشنواره از سال ۱۹۴۶ تا ۱۹۹۲ را به روی پرده نمایش داده شد.

## هیئت داوران

### بخش مسابقه اصلی
| نام  | نام                  | شغل                               | کشور                |
| ---- | -------------------- | --------------------------------- | ------------------- |
| مرکز | پدرو آلمودوار (رئیس) | کارگردان، فیلم‌نامه‌نویس، تهیه‌کننده | اسپانیا             |
| مرکز | جسیکا چستین          | بازیگر                            | ایالات متحده آمریکا |
| مرکز | ویل اسمیت            | بازیگر، دوبلور، تهیه‌کننده         | ایالات متحده آمریکا |
| مرکز | فن بینگ‌بینگ          | بازیگر، خواننده، تهیه‌کننده        | چین                 |
| مرکز | پائولو سورنتینو      | کارگردان، فیلم‌نامه‌نویس            | ایتالیا             |
| مرکز | مارن آده             | کارگردان، فیلم‌نامه‌نویس، تهیه‌کننده | آلمان               |
| مرکز | اگنس جاوی            | کارگردان، فیلم‌نامه‌نویس، بازیگر    | فرانسه              |
| مرکز | پارک چان-ووک         | کارگردان، فیلم‌نامه‌نویس، تهیه‌کننده | کره جنوبی           |
|      | گابریل یارد          | آهنگساز                           | فرانسه              |

### دوربین طلایی
| نام  | نام                   | شغل    | کشور   |
| ---- | --------------------- | ------ | ------ |
| مرکز | ساندرین کیبرلن (رئیس) | بازیگر | فرانسه |

### نوعی نگاه
| نام  | نام               | شغل    | کشور                |
| ---- | ----------------- | ------ | ------------------- |
| مرکز | اوما تورمن (رئیس) | بازیگر | ایالات متحده آمریکا |

### چشم طلایی
| نام  | نام                 | شغل                            | کشور   |
| ---- | ------------------- | ------------------------------ | ------ |
| مرکز | ساندرین بونر (رئیس) | کارگردان، فیلم‌نامه‌نویس، بازیگر | فرانسه |

### سینه فونداسیون
| نام  | نام                   | شغل                    | کشور   |
| ---- | --------------------- | ---------------------- | ------ |
| مرکز | کریستین مونجیو (رئیس) | کارگردان، فیلم‌نامه‌نویس | رومانی |

### نخل دگرباشی
- تراویس متیوس، کارگردان آمریکایی (رئیس)

### هفته منتقدان بین‌المللی
- کلبر مندونسا فیلیو، کارگردان برزیلی (رئیس)
- دیانا باستامنه اسکوبار، تهیه‌کننده کلمبیایی
- اریک کوهن، منقد آمریکایی
- هانی مروه، کارگردان لبنانی
- نیلس اشنایدر، هنرپیشه فرانسوی-کانادایی

## جوایز

### بخش اصلی
رقابت اصلی
- نخل طلا: مربع – روبن اوستلوند

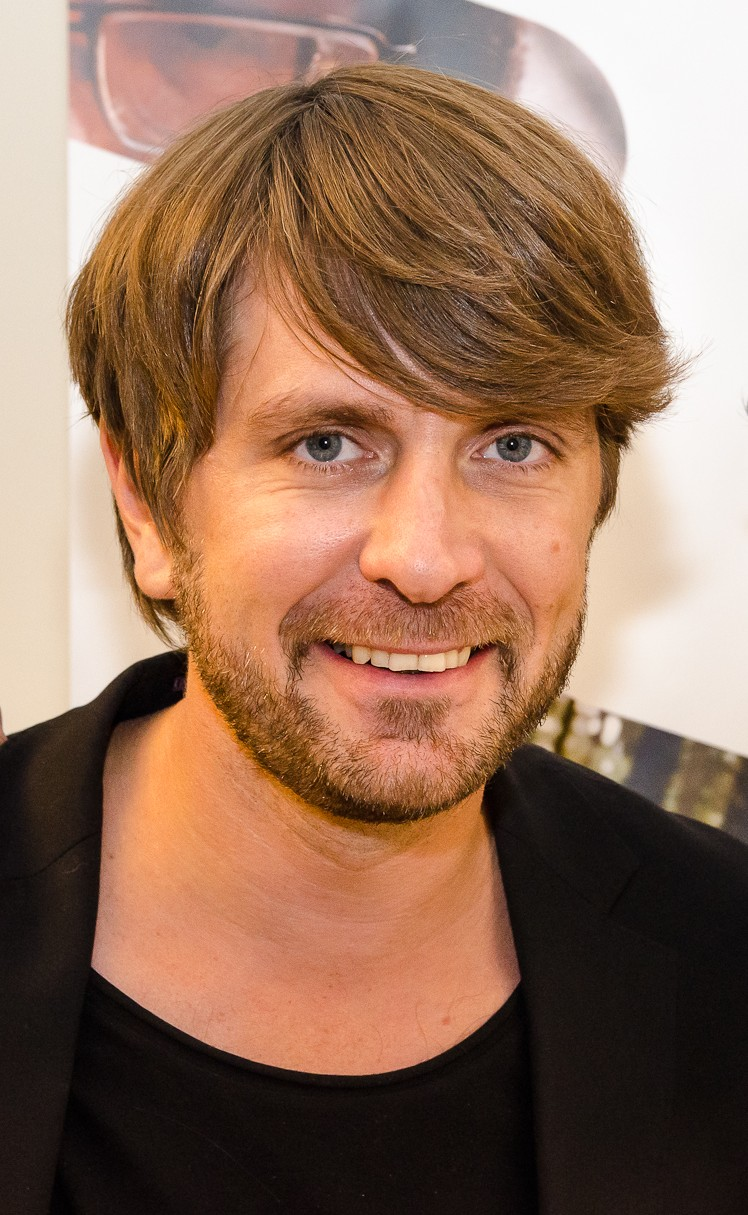
روبن اوستلوند برنده هفتادمین نخل طلای کن

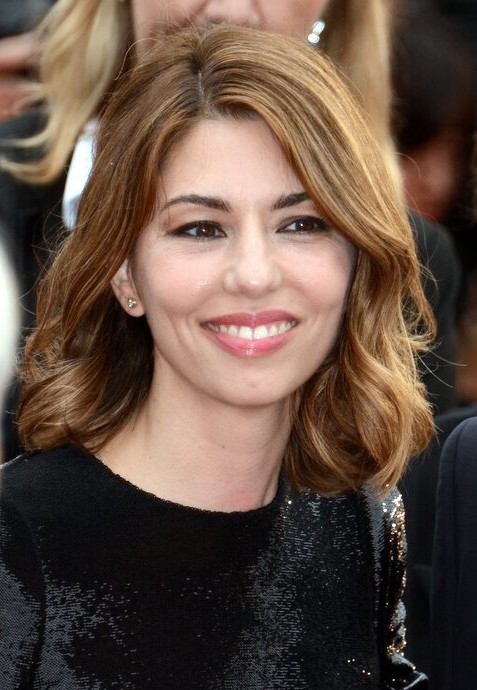
سوفیا کوپولابرنده جایزه بهترین کارگردان هفتادمین جشنواره کن

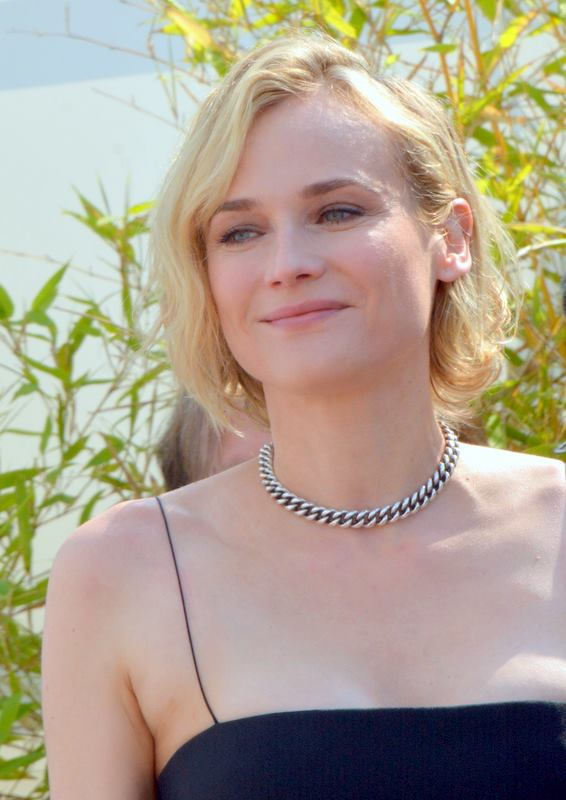
دیانه کروگر برنده جایزه بهترین بازیگر زن

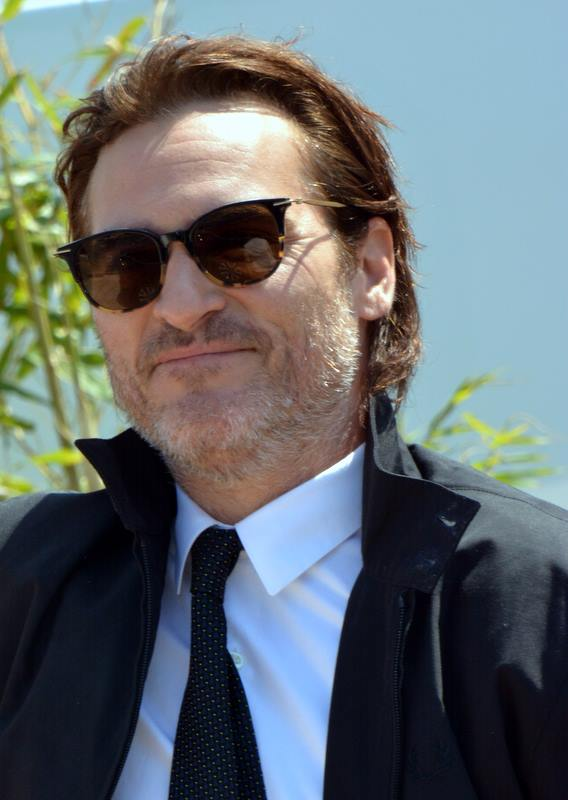
واکین فینیکس برنده جایزه بهترین بازیگر مرد

- جایزه بزرگ: ۱۲۰ تپش در دقیقه – ربان کامپیلو
- بهترین کارگردان: فریب‌خورده – سوفیا کوپولا
- بهترین فیلم‌نامه:

یورگوس لانتیموس و افیتیمیس فیلیپو – کشتن گوزن مقدس
لین رمزی – تو هرگز واقعاً اینجا نبودی
- بهترین بازیگر زن: دیانه کروگر – در محوشدگی
- بهترین بازیگر مرد: واکین فینیکس – تو هرگز واقعاً اینجا نبودی
- جایزه هیئت داوران: آندری زویاگینتسف – بی‌عشق
- جایزه ویژه هفتادمین سالگرد: نیکول کیدمن

نوعی نگاه
- جایزه نوعی نگاه: لرد، محمد رسول اف
- بهترین کارگردان: تیلور شریدان، رودخانه ویند
- جایزه هیئت داوران: میشل فرانکو، دختر آوریل
- بهترین اجرا: یاسمینه ترینکا، خوش شانس
- روایت شاعرانه: متیو آمالریک، باربارا

سینه فونداسیون
- جایزه اول: پل اینجاست، Valentina Maurel
- جایزه دوم: حیوان، بهمن و بهرام ارک
- جایزه سوم: دو گمشده مرده‌اند، Tommaso Usberti

دوربین طلایی
- دوربین طلایی: Léonor Sérraille، زن جوان

فیلم کوتاه
- نخل طلایی فیلم کوتاه: یک شب آرام، کیو یانگ
- تقدیر ویژه: سقف، Teppo Airaksinen

### بخش موازی
هفته منتقدان بن المللی
- جایزه بزرگ نسپرسو: ماکالا، امانوئل گرس
- جایزه ویژه شبکه ۴ فرانسه: گابریل و کوهستان، فلیپه گامارانو باربوسا
- جایزه SACD: آوا، لیا مایسیوس
- جایزه لایکا سینه دیسکاوری (فیلم کوتاه): «محروم از ارث»، لورا فرس

دو هفته کارگردانان
- جایزه هنر سینما (Art Cinema Award): سوارکار، کلوئی ژائو
- جایزه SACD:

بگذار آفتاب به داخل بتابد، کلر دنی
عاشق برای یک روز، فیلیپ گارل
- جایزه Europa Cinémas Label: تامبرا، جوناس کارپینانو

فیپرشی
- رقابتی: ۱۲۰ تپش در دقیقه ربان کامپیلو
- نگاهی ویژه: نزدیکی کانتمیر بالاگوف
- دوهفته کارگردان‌ها: کارخانه هیچ (پدرو پینیو)

کلیسای جهانی
- جایزه کلیسای جهانی: درخشندگی، نایومی کاواسه

چشم طلایی
- جایزه چشم طلایی: چهره‌ها، روستاها، آنیس واردا

نخل دگرباشی
- نخل دگرباشی: ۱۲۰ تپش در دقیقه، ربان کامپیلو
- فیلم کوتاه: جزیره‌ها، Yann Gonzalez

نخل سگ
- جایزه نخل سگ: داستان‌های مایروویتز

جایزه فرانسوا شاله
- جایزه فرانسوا شاله: ۱۲۰ تپش در دقیقه، ربان کامپیلو

موسیقی متن
- بهترین موسیقی متن: اوقات خوش، دانیل لوپاتین

جوایز ویژه
- نخل طلای افتخاری: جفری کاتزنبرگ
- جایزه شوپارد: آنیا تیلور-جوی، جرج مکای
- مربی طلایی: ورنر هرتسوک

## حاشیه‌ها

### قبل از برگزاری

#### تعویق زمان برگزاری
به دلیل برگزاری انتخابات ریاست‌جمهوری فرانسه در ماه مه ۲۰۱۷، هفتادمین دوره جشنواره کن از ۱۷ تا ۲۸ ماه مه ۲۰۱۷ برگزار شد.

#### پوستر

تصویر اصلی کلودیو کاردیناله

پوستر هفتادمین جشنواره فیلم کن با تصویری از کلودیا کاردیناله بازیگر سینمای ایتالیا در فیلمی محصول ۱۹۵۹ توسط مؤسسه برانکس در پاریس طراحی شد. در پوستر طراحی شده، کاردیناله لاغرتر از تصویر واقعی نشان داده شده‌است. این کار با انتقاد شدید رسانه‌های فرانسوی رو به رو شد. روزنامه لوموند با معرفی یکی از ابزارهای فتوشاپ به خوانندگانش پیشنهاد کرده، خودشان تغییرات تصویر اصلی کاردیناله را بررسی و تحلیل کنند.
لوموند نوشته‌است:
در حالی که خود پوستر باشکوه است، اما تصویر کاردیناله به وضوح و به شکل رقت‌انگیزی دستکاری شده تا لاغرتر به نظر برسد. چه حیف!
کاردیناله در گفتگو با هافینگتن پست گفت:
«این تصویر رتوش و دستکاری شده تا تأثیر سبک حالی را برجسته سازد و مرا به هیئت شخصیتی رؤیایی درآورد.» «به عنوان یک فمینیست وفادار و متعهد می‌گویم که در این مورد، دغدغه و نگرانی برای رئالیسم (واقعیت گرایی) جایی ندارد. من هیچگونه بی حرمتی به زن در این تصویر نمی‌بینم. در این دنیا مسایل به مراتب مهم‌تری برای به بحث گذاشتن وجود دارد. این که فقط سینماست.»

#### نماد بخش زنان

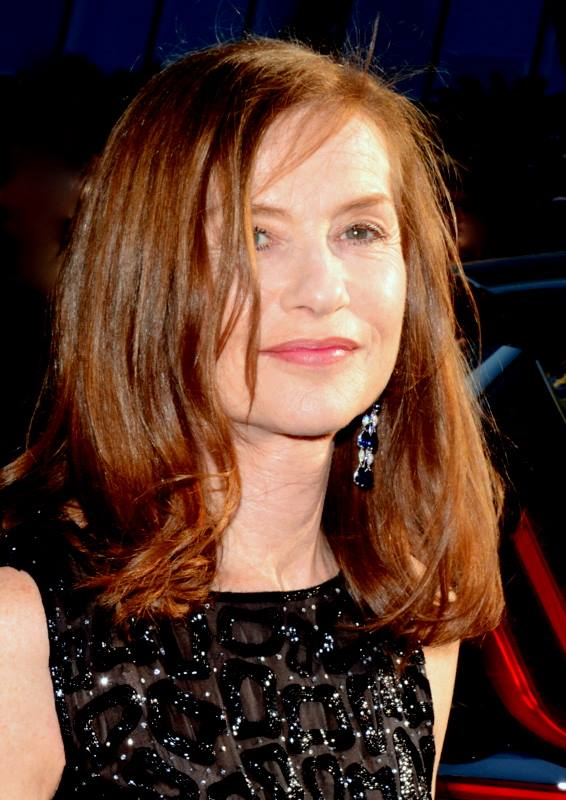
ایزابل هوپر نماد سومین دوره برنامه «زنان در جنبش»

بخش «زنان در جنبش» فستیوال کن ایزابل هوپر بازیگر مطرح فرانسوی را به عنوان نماد سومین دوره برنامه «زنان در جنبش» در هفتادمین جشنواره فیلم کن انتخاب کرد. در این بخش برنامه‌های متعددی برای بررسی جایگاه زنان در صنعت سینما و تجلیل از آن در نظر گرفته شد و جوایزی نیز در مراسم شام ۲۱ ماه می اهدا گردید.

#### حضور پررنگ زنان کارگردان
تعداد فیلمسازان زن در جشنواره کن ۲۰۱۷ نسبت به سال‌های گذشته افزایش قابل توجهی داشته‌است. «ایندیپندنت» نوشت:
در سال ۲۰۱۲ نام هیچ کارگردان زنی در جشنواره کن به چشم نمی‌خورد اما جشنواره کن در این دوره شاهد اکران فیلم‌های ۱۲ کارگردان زن است و این به معنای تغییری قابل توجه در این زمینه است.
سوفیا کاپولا، نایومی کاواسه و لین رمزی از زنان فیلمسازی هستند که نامشان در فهرست آثار بخش رقابتی کن ۲۰۱۷ دیده می‌شود.

#### اعتراض به حضور نت فلیکس
انتخاب دو فیلم تهیه شده توسط شبکه نت فلیکس اوکجا ساختهٔ بونگ جون هو و داستان‌های مایروویتز از نوآ بامباک برای حضور در بخش رقابتی جشنوارهٔ کن امسال موجب اعتراض اتحادیهٔ سینمادارهای فرانسه (FNCFF) شده‌است.
اتحادیه سینماداران فرانسه اذعان داشت که نت فلیکس قصد دارد از فضای جشنوارهٔ کن استفاده کند تا فیلم‌هایش را در فرانسه رونمایی کند. با وجود اینکه در ماه پاریس دفتری که در پاریس داشتند را تعطیل کردند.
تیری فرمو مدیر جشنواره فیلم کن در پاسخ به سؤالی مبنی فشار نتفلیکس برای حضورش در این دوره از جشنواره گفت:
من فیلم بونگ جون هو را انتخاب کردم زیرا او فیلمساز خیلی خوبی است. من به ندرت دربارهٔ نتفلیکس صحبت کرده‌ام و داستان‌های مایروویتز هم از طریق تهیه‌کننده‌اش اسکات رودین به ما معرفی شد.

#### ۷۰ سال با جشنواره کن
مسئولین برگزاری جشنواره فیلم کن از انتشار کتابی با هدف مروری بر ۷۰ سال برگزاری این رویداد سینمایی از زبان منتقدین بین‌المللی خبر دادند. این کتاب با عنوان روی جلد «این سال‌ها» به قلم جمعی از منتقدین سینمایی از کشورهای مختلف از جمله فرانسه، آمریکا، ایتالیا، روسیه، هند، مکزیک و ترکیه نوشته شده و به مرور داستان‌های مرتبط با ۷۰ سال برگزاری جشنواره کن، ۷۰ نخل طلا، ۷۰ مجموعه فیلم انتخابی، ۷۰ رئیس هیئت دوران و … در طول این سال‌ها می‌پردازد. این کتاب به سردبیری تیری فره‌مو دبیر باسابقه جشنواره و همچنین با مقدمه‌ای از پیر لسکیور رئیس فعلی این رویداد سینمایی در تاریخ ۱۰ می و یک هفته پیش از آغاز جشنواره کن منتشر شد.

#### حضور پر رنگ نیکول کیدمن

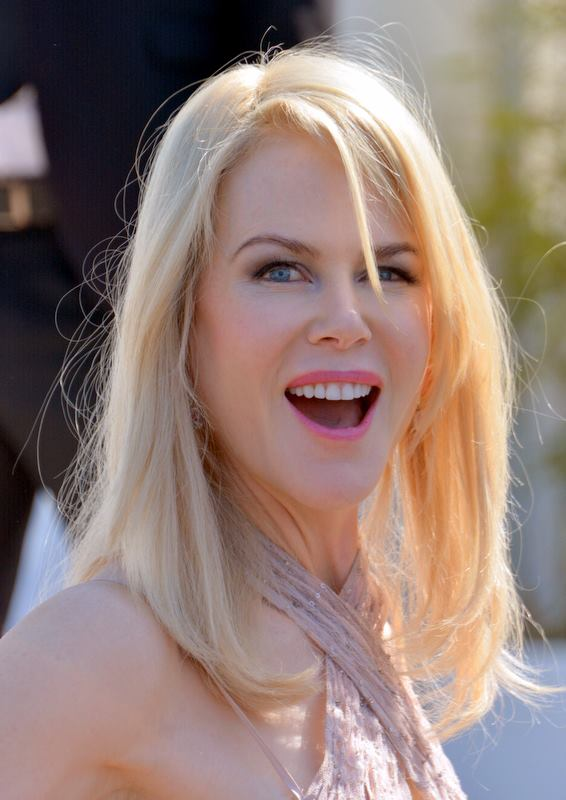
حضور پر رنگ نیکول کیدمن در جشنواره هفتادام

در این دوره نیکول کیدمن با چهار عنوان اثر در سه بخش از جشنواره حضور داشت.
او با دو فیلم «کشتن گوزن مقدس» ساخته یورگوس لانتیموس و «فریب خورده» ساخته سوفیا کاپولا در بخش رقابتی اصلی، با فیلم «چطور با دختران در مهمانی‌ها حرف بزنیم» در بخش خارج از مسابقه و همچنین در دومین فصل از سریال «بر فراز دریاچه» ساخته جین کمپیون که اپیزودهایی از آن در رویداد ویژه جشنواره به نمایش درآمد، حضور داشت.
او همچنین توانست جایزه ویژه هفتادمین سالگرد جشنواره کن را به دست آورد.

#### تدابیر امنیتی
جشنواره کن برای برگزاری هفتادمین دوره خود با افزایش تدابیر امنیتی تلاش بود تا از بروز هرگونه حمله تروریستی جلوگیری کند. «ایو داروس» رئیس پلیسی شهر کن اعلام کرده‌است: امسال برای جلوگیری از حوادث تروریستی، شش میلیون دلار برای نصب تیرک‌های اتوماتیک در همه ورودی‌های شهر کن هزینه شده‌است. این تیرک‌ها در پیاده‌رو در نزدیکی کاخ جشنواره و سایر مکان‌های مهم جشنواره تعبیه شده‌است تا از حملات تروریستی مشابه شهر «نیس» که در آن یک کامیون ۸۴ نفر را به کام مرگ کشاند، جلوگیری شود.

#### روز مستند
برنامه ویژه روز مستند (۲۳ ماه می ۲۰۱۷ مصادف با ۲ خرداد ۱۳۹۶)، برای دومین بار و با هدف کشف این که چگونه آثار غیرداستانی می‌توانند صلح را به جوامع گسیخته بیاورند، در کن و در حاشیه جشنواره برگزار شد. مرکز ملی سینما و تصویر انیمه (CNC) برگزارکننده روز مستند بود و برنامه‌های خود را در نشست آموس گیتی در بخش دو هفته کارگردانان معرفی کرد.

#### انتخابات ایران
با شروع به کار هفتادمین دوره جشنواره فیلم کن و همزمانی این رویداد سینمایی با دوازدهمین دوره انتخابات ریاست جمهوری ایران، وزارت امورخارجه با همکاری سفارت ایران در فرانسه و شورای نگهبان، یک صندوق رای برای ایرانیانی که هنگام انتخابات در جشنواره بین‌المللی فیلم کن حضور دارند، تدارک دید.
اصغر فرهادی و فاطمه معتمد آریا از جمله چهره‌هایی بودند که رای خود را در محل برگزاری جشنواره کن به صندوق انداختند.

### بعد از برگزاری

#### افتتاح جشنواره توسط اصغر فرهادی
اصغر فرهادی با سخنانی کوتاه هفتادمین دوره جشنواره بین‌المللی فیلم کن را افتتاح کرد. او با حضور روی سن جشنواره فیلم کن به زبان انگلیسی گفت:
به هفتادمین جشنواره فیلم کن خوش آمدید، جایی که فرهنگ‌ها با احترام متقابل با یکدیگر به زبان سینما گفتگو می‌کنند. برای شما ۱۲ روز سرشار از شور و شوق گفتگو و لحظات به یاد ماندنی آرزو می‌کنم. ۱۲ روز برای کشف فیلم‌هایی که شما را به فکر دربارهٔ شرایط انسانی امروز وامی‌دارد. به هفتادمین جشنواره فیلم کن خوش آمدید.

#### تخلیه کاخ جشنواره به دلایل امنیتی
چند ساعت قیل از نمایش فیلم «موحش» ساخته «میشل آزاناویسوس» مأمورین امنیتی از ورود خبرنگاران و فعالان سینمایی به سالن نمایش فیلم جلوگیری کردند و کاخ جشنواره را نیز تخلیه نمودند. بر طبق گزارش‌ها، علت این کار کشف یک چمدان مشکوک در سالن «دبوسی» و احتمال بروز حملات تروریستی بود.

#### مرگ یک سینماگر
کیم جی سوک نایب رئیس و برنامه‌ریز اجرایی جشنواره فیلم بوسان کره جنوبی در حالی که برای حضور در جشنواره کن ۲۰۱۷ به فرانسه سفر کرده بود در سن ۵۷ سالگی بر اثر حمله قلبی درگذشت. منابع نزدیک به جشنواره کن اعلام کرده‌اند که «کیم جی سوک» روز پنج شنبه به دلیل احساس درد در ناحیه قفسه سینه ترجیح می‌دهد به جای همراهی همکارانش و رفتن به جشنواره در آپارتمان اشتراکی در کن بماند. زمانی که همکاران او به آپارتمان بازمی‌گردند با بدن بی‌جان او مواجه می‌شوند.

#### بزرگداشت عباس کیارستمی و علی معلم
سینماگران ایرانی حاضر در کن با حضور در چتر سینمای ایران و شرکت در بازار کن بزرگداشتی برای عباس کیارستمی و علی معلم برگزار کردند.
فاطمه معتمد آریا، غلامرضا موسوی، سیدعلی احمدی، کمال تبریزی، محمدمهدی عسگرپور، مهدی کرم‌پور، محمد اطبایی و… از جمله سینماگران ایرانی حاضر در کن بودند.